# Diplazon
Diplazon (лат. , от др.-греч. δι- +πλάζον «сложенный вдвое») — род наездников из семейства Ichneumonidae (подсемейство Diplazontinae). Распространены всесветно.

## Описание
Наездники средних размеров, длина тела до 10 мм. Личинки — паразиты мух-журчалок.

## Список видов
В составе рода:
- Diplazon annulatus Gravenhorst, 1829
- Diplazon aubertiator Diller, 1986
- Diplazon bachmaieri Diller, 1986
- Diplazon clypearis Brischke, 1892
- Diplazon deletus Thomson, 1890
- Diplazon fechteri Diller, 1986
- Diplazon hyperboreus Marshall, 1877
- Diplazon laetatorius Fabricius, 1781
- Diplazon multicolor Gravenhorst, 1829
- Diplazon neoalpinus Zwakhals, 1979
- Diplazon pallicoxa Manukyan, 1987
- Diplazon pectoratorius Gravenhorst, 1829
- Diplazon scutatorius Teunissen, 1943
- Diplazon tetragonus Thunberg, 1822
- Diplazon tibiatorius Thunberg, 1822
- Diplazon varicoxa Thomson, 1890